# ذي الشواح (النادرة)

تعديل مصدري - تعديل

ذي الشواح هي إحدى قرى عزلة المفتاح الأعلى بمديرية النادرة التابعة لمحافظة إب، بلغ تعداد سكانها 186 نسمة حسب تعداد اليمن لعام 2004.